# Dasyprocta azarae

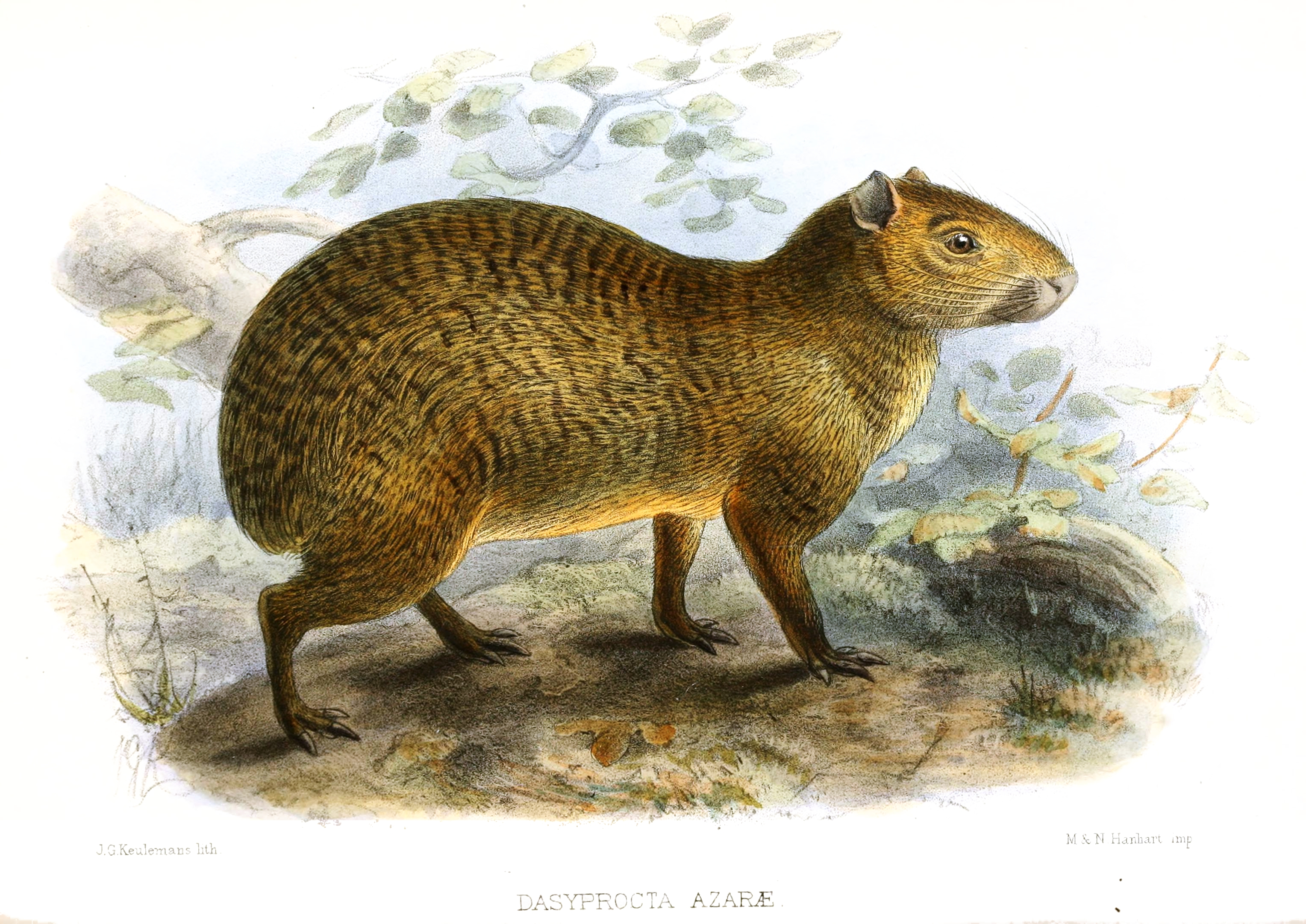

Dasyprocta azarae é uma espécie de roedor de porte médio de hábitos noturnos da família Dasyproctidae. São terrestres e cavam galerias nas margens dos rios, no chão da floresta e principalmente nas raízes das árvores. Correm com grande rapidez entre a vegetação, e utiliza sempre o mesmo caminho, cada buraco é ocupado por um único animal.
É conhecida com o nome popular de cutia no Brasil.  O nome Dasyprocta azarae vem de Félix Manuel de Azara, que foi um oficial espanhol no comando da descoberta da fronteira do Paraguai por volta de 1781.
Mede de 50 a 60 cm e pesa de 1 a 3 kg. O seu dorso é composto por  pelos longos e grossos que se eriçam quando o animal passa por momentos de estresse além disso, a sua cauda é curta e sem pelos. Eles têm membros magros com 3 dedos posteriores e 5 frontais ou dedos dos pés.
A maioria tem sua parte traseira marrom e uma barriga esbranquiçada; a pele pode ter uma aparência brilhante em uma cor laranja. Os animais possuem características diurno seu períodos ou alta atividade ocorrem após o nascer do sol e antes do pôr do sol.
A cutia, possui um valioso papel ecológico, pois é uma ótima dispersora de sementes  resultado das suas patas  bem desenvolvidas, característica essa que auxilia no hábito da mesma de enterrar grãos. A Cutia se alimentam de  frutos, folhas, sementes, raízes e plantas suculentas. É importante ressaltar que vivem em pares permanentes e área de vida da espécie possui lugares fixos para dormir, comer e forragear.
Estudos anátomo-radiográficos do esqueleto axial e apendicular dos grandes roedores selvagens brasileiros, como a cutia e pacas, têm sido realizados, além de trabalhos envolvendo sua exploração econômica demonstrando o crescente interesse científico nesse grupo de animais.

## Distribuição
A cutia  vive em áreas do México, Brasil, América Central e norte da América do Sul. Esses animais são limitados a grandes florestas antigas que podem fornecer vários frutos diferentes que caem no solo.
Vive em regiões com floresta densa, ou em matas ralas também pode ser encontrada no bioma cerrado. É mais ativa durante as horas crepusculares, apesar de poder ser vista durante o dia em regiões onde não sofre perseguições. Tem como abrigo tocas que constrói em barrancos, ocos de árvores caídas e sob raízes.
A caça tem ocorrido ao longo de milhões de anos o que limita a população dese animal perto de grandes centros de atividade humana. À medida que as florestas maiores são cortadas para aumentar a área de pastagem, a quantidade da cutia, pode diminuir, sendo o  desmatamento  uma das principais ameaças à existência continuada desta espécie.

## Reprodução
Apesar da maioria das cutias serem solitárias durante todo o ano, elas iram se  acasalar e produzirá de 2 a 4 filhotes.
A gestação possui um período de 120 dias, as crias nascem providas de pelo e com olhos abertos. Os pequenos refugiam-se num esconderijo cavado por outro animal e saem para a mãe alimentá-los. É monógamo. Seu período de vida é de 18 anos.

## Ecologia e Comportamento
A cutia cava buracos ao redor das raízes das árvores, como muitos roedores, a mesma tende a  permanecerá imóvel quando ameaçado. Se o animal achar que o perigo está muito próximo, ele irá correr em zigue-zague para dentro de um esconderijo. Esta repentina explosão de velocidade geralmente pega o predador desprevenida e dá ao animal tempo suficiente para escapar.
Como parte de uma de suas defesas possui audição muito bem desenvolvida, consegue ouvir um predador se movendo pela floresta, é a defesa ideal contra animais e humanos que estão procurando por uma refeição. Sua audição é tão boa que a cutia a utiliza para localizar alimentos que caíram recentemente das árvores auxiliando na sua alimentação.
Ao alimentar-se, o animal senta-se em suas patas traseiras e segura a comida entre as patas dianteiras.Este hábito de usar os membros na alimentação é bastante comum entre os roedores.  A cutia gosta de se alimentar de cana e banana, alimentando-se das partes carnudas de ambas, o que  pode causar danos às plantações das mesmas. À medida que mais e mais florestas estão sendo convertidas em campos, a cutia também está mudando sua dieta para a fonte de alimento disponível e plantada no campo. Como meio de armazenamento, enterra frutas e nozes para os meses em que a produção de frutas é escassa, ao fazer isso,a cutia transplanta centenas de sementes e é um dispersor significativo de árvores frutíferas.
Os animais que atacam D.azarae incluem jaguatiricas e jiboias .
A caça por comida também é uma importante fonte de mortalidade em áreas onde existe uma alta população humana.
O movimento para o animal se locomover o é o de um trote ou uma série de saltos pequenos e rápidos. Esses animais também têm a capacidade de nadar e são freqüentemente encontrados perto da água. Sendo um roedor, seria de se esperar um período de vida bastante curto, mas os indivíduos viveram quase 20 anos.

## Ameaças
A Cutia sofre atualmente de forma consistente com a caça e fragmentação do  seu habitat principalmente por conta do desmatamento. A mesma é um dos mamíferos mais perseguidos pelos caçadores. A forma mais comum de caçá-las é através de armadilhas, uma caixa com comida (geralmente com frutas como banana), cuja tampa se fecha assim que a cutia entra. Depois, ela é morta com uma espécie de espeto de ferro, introduzida pelas frestas da própria caixa que serve de armadilha.

## Esqueleto Apendicular da Cutia
A cintura escapular da  cutia consiste de duas escapulas, com acrômios bem desenvolvidos, e duas longas clavículas. O úmero possui tubérculo maior evidente, fossa radial e do olécrano comunicantes e tuberosidade deltoide pouco desenvolvida. As tuberosidades do rádio são pouco nítidas e este osso não se apresenta fundido a ulna, a qual o acompanha em comprimento. A fileira proximal de carpos é formada pelos carpos intemediorradial, ulnar, acessório e falciforme. A fileira distal, é composta pelos carpos I, II, III, e IV. Há cinco metacarpos e cinco dígitos no membro torácico, e cada um com falange proximal, médial e distal, exceto o primeiro, o qual contém falange proximal e distal. A pelve é estreita, alongada e o acetábulo, arredondado e profundo. O fêmur apresenta longo eixo longitudinal e trocânter maior bem desenvolvido. A tíbia e a fíbula não são  fundidas, sendo a fíbula bem delgada e equivalente em tamanho e tíbia. No tarso, a fileira proximal é composta pelo talo, calcâneo, osso társico tibial medial e central; na fileira distal há o tarsometatarso I, e o II, III e IV ossos do tarso. No membro pélvico há três  dígitos e os metatársicos II, III e IV, com três falanges em cada, e um pequeno osso metatársico V.